# Saint-Molf
Saint-Molf (bretonisch Sant-Molf) ist eine französische Gemeinde mit 2.859 Einwohnern (Stand: 1. Januar 2022) im Département Loire-Atlantique in der Region Pays de la Loire. Saint-Molf gehört zum Arrondissement Saint-Nazaire und zum Kanton Guérande. Die Einwohner werden Mendulphins genannt.

## Geographie
Saint-Molf liegt nahe der Atlantikküste (Golf von Biskaya) auf der Halbinsel von Guérande im Regionalen Naturpark Brière (französisch: Parc naturel régional de Brière) mit zahlreichen Salzwiesen (Marais). Umgeben wird Saint-Molf von den Nachbargemeinden Assérac im Norden, Herbignac im Osten und Nordosten, Guérande im Süden, La Turballe im Südwesten sowie Mesquer im Westen.

## Bevölkerungsentwicklung
| Jahr                       | 1962 | 1968 | 1975 | 1982 | 1990 | 1999 | 2006 | 2017 |
| Einwohner                  | 753  | 690  | 706  | 852  | 1154 | 1500 | 2030 | 2622 |
| Quellen: Cassini und INSEE |      |      |      |      |      |      |      |      |

## Sehenswürdigkeiten

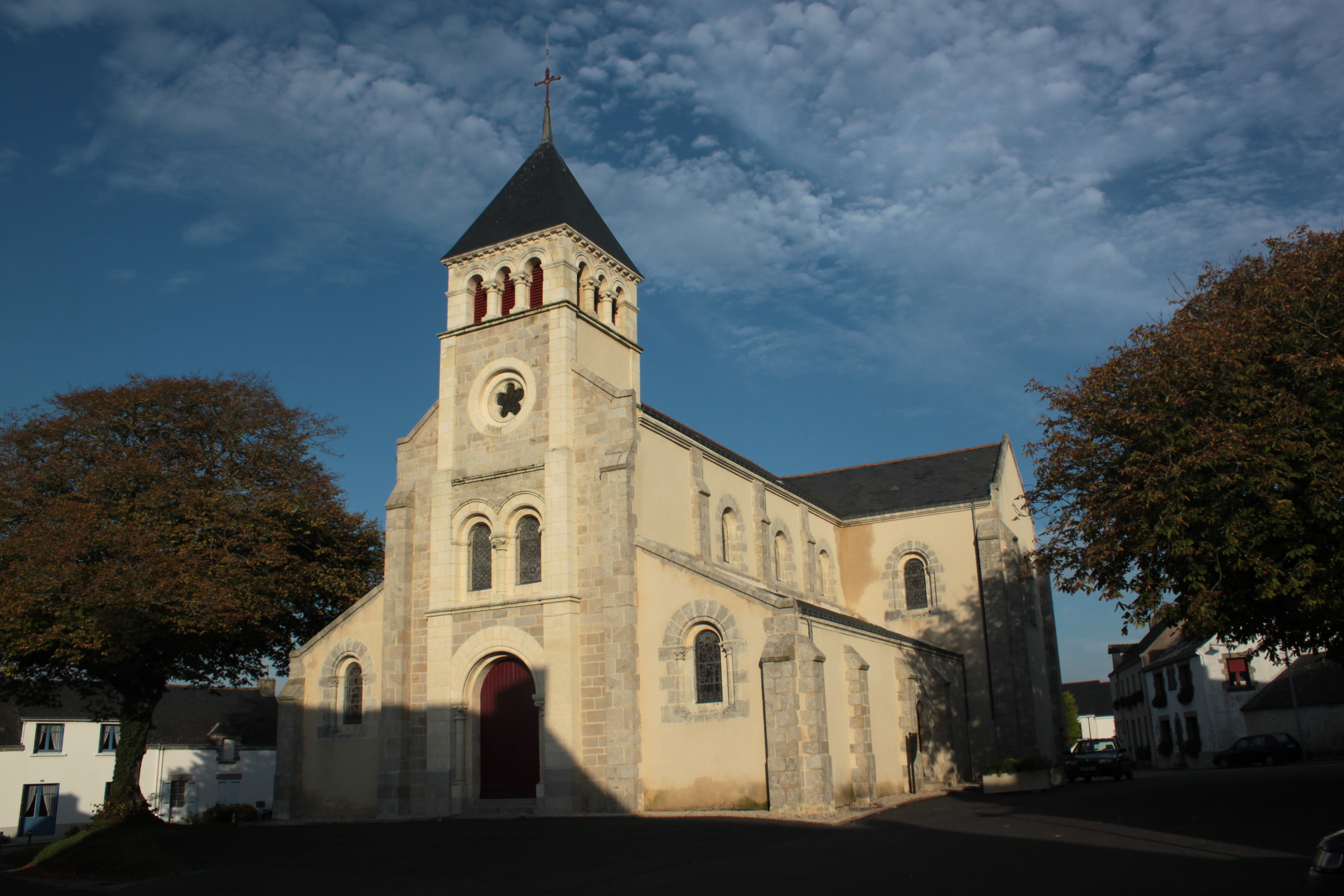
Kirche Saint-Molf

- Kirche Saint-Molf, 1851 erbaut
- Wegekreuz und Kapelle
- Windmühlen